# Bette Davis Eyes
Bette Davis Eyes heter en låt med Kim Carnes.
Låten skrevs år 1974 av Donna Weiss och Jackie DeShannon. Den framfördes samma år på DeShannons album New Arrangement, men det var inte förrän år 1981 när Kim Carnes spelade in sin version av låten som den rönte framgång. Låten låg nio veckor i sträck på listan Billboard Hot 100 och det såldes över en miljon exemplar av albumet Mistaken Identity som låten finns på. År 2007 spelade hon in en ny version av Bette Davis Eyes.
Efter Kim Carnes framgång med låten på 1980-talet lär Bette Davis själv ha skrivit till Carnes och tackat henne för att hon gjort henne till "en del av modern historia".
Musikvideon regisserades av Russell Mulcahy.
I filmen Duets, som har karaoke som tema, får man höra Gwyneth Paltrow tolka sången.
Radioprogrammet Rally gjorde en parodicover av låten, med titeln "Lars Adaktussons frisyr".